# Анастасія Богдановскі
Анастасія Богдановскі (мак. Анастасија Богдановски, 30 липня 1993) — македонська плавчиня.
Учасниця Олімпійських ігор 2016 року.